# Parapalta semiviridis
Parapalta semiviridis är en fjärilsart som beskrevs av James John Joicey och Talbot 1917. Parapalta semiviridis ingår i släktet Parapalta och familjen mätare. Inga underarter finns listade i Catalogue of Life.